# Гольдингенский уезд

Кулдигский уезд в составе Латвии (1940 год)

Гольдингенский уезд (латыш. Kuldīgas apriņķis; нем. Kreis Goldingen) — бывшая административная единица Курляндской губернии (1819—1918), затем Латвийской республики (1920—1940) и позже Латвийской ССР (1940/1944-1949). Уездный город — Гольдинген (ныне Кулдига).

## История
Уезд создан в 1819 году в результате территориально-административной реформы.
Гольдингенский уезд состоял из 2 городов и 9 деревень, а его площадь составляла 3306,8 км².

## Население
По переписи 1897 года население уезда составляло 66 335 человек, в том числе в Гольдингене — 9720 жителей.

### Национальный состав
Национальный состав по переписи 1897 года:
- латыши — 57 415 чел. (86,6 %),
- немцы — 5626 чел. (8,5 %),
- евреи — 2639 чел. (4,0 %),

## Административное деление
В 1913 году в уезде было 27 волостей: 
| - Броценская, - Ворменская, - Гайкнская, - Гольдингенская, - Грикенская, - Гросс-Ренненская, - Иванденская, - Курмаленская, | - Курситенская, - Лутрингенская, - Паддернская, - Планеценская, - Ранкенская, - Ренвенская, - Сатикенская, - Сатингенская, | - Турлауская, - Фрауенбургская, - Цецернская, - Шварденская, - Шнепельнская, - Шрунденская, - Эзернская |